# اووکدیل (تنسی)
اووکدیل(به انگلیسی: Oakdale) شهری در ایالت تنسی کشور ایالات متحده آمریکا است که جمعیت آن در سرشماری سال ۲۰۱۰ میلادی، ۲۱۲ نفر بوده‌است.